# Jaume Vilallonga i Balam
Jaume Vilallonga i Balam (Barcelona, Barcelonès, 4 de juny de 1861 - Tossa de Mar, Selva, 7 d'agost de 1904) fou un pintor català.

## Biografia
Va néixer a Barcelona, però, va passar la seva infantesa i gran part de la seva adolescència a Tossa de Mar, d'on era oriünda la seva mare Maria Balam i Colom. El seu pare Martí Vilallonga i Puig, era nascut a Llançà i sastre d'ofici. En la seva joventut, conscient de la importància de les ruïnes d'aquesta vila, lluità per tal d'evitar que fossin enderrocades. Es pot dir que fou un dels pioners en la recerca arqueològica a 
Tossa de Mar. Va rebre la seva primera formació a l'Escola de Belles Arts de Barcelona, l'Escola Llotja (1881-83) i, posteriorment, a l'escola oficial de San Fernando a Madrid (1883-86) i, també, de forma autodidàctica, a través de sortides solitàries per pintar la natura. Al mateix temps s'ocupa de l'estudi de les obres dels grans mestres al Museu del Prado i dels "frescos" de San Antonio de la Florida i, també, copià algunes obres de Tiépolo a San Juan de los Reyes (Toledo) i de Carreño a l'Escorial. Viatjà a París i treballà durant algun temps al Museu del Louvre, a l'Académie Colarossi i a l'estudi del pintor Collant (1887-88). Retornat a Catalunya, organitzà amb altres artistes destacats, una Exposició Regional de Belles Arts a Sant Feliu de Guíxols el 1882, amb força èxit. Més endavant, va rebre diversos premis en la seva participació en l'Exposició Internacional de Belles Arts celebrada a Madrid i en diversos Certàmens a Barcelona i a Londres (1894). A partir d'aquest moment, la seva obra va rebre notables lloances dels crítics d'art més autoritzats.
Vilallonga que, també, va regentar una acadèmia de dibuix i pintura a la vila de Sant Feliu de Guíxols, fou un dels primers artistes que valorà i va donar a conèixer el paisatge de Tossa de Mar, la vila on va residir i on va morir un 7 d'agost de 1904. Va ser ell qui batejà Tossa com la "Babel de les Arts". Un carrer de Llagostera porta el seu nom.

## Obra
Entre les seves obres pictòriques destaquenː
- El Sena a París
- El barri de la Riba a Barcelona
- La plaça d'armes de Tossa
- L'avi convalescent
- Sortida de la lluna
- Voltants de Tossa
- Costa de Llevant
- La Riera